# 202
| [ Edytuj tabelę ] |                            |
| Cesarz Chin       | - 189 Han Xiandi 220       |
| Władca Korei      | - 197 Sansang 227          |
| Papież            | - 199 Zefiryn 217          |
| Król Partów       | - 191 Wologazes V 208      |
| Cesarz Rzymu      | - 193 Septymiusz Sewer 211 |

Rok 202 / CCII
stulecia: II wiek ~
III wiek ~
IV wiek

lata: 192 «
197 «
198 «
199 «
200 «
201 «
202
» 203
» 204
» 205
» 206
» 207
» 212

## Wydarzenia
- Cesarz Septymiusz Sewer wydał edykt zakazujący przyjmowania wiary chrześcijańskiej i żydowskiej oraz zgromadzeń, co przyczyniło się do represji wobec tych grup.
- W wyniku rozpoczęcia prześladowań wobec chrześcijan teolog Klemens Aleksandryjski opuścił Aleksandrię i udał się do Azji Mniejszej.

## Zmarli
- 28 czerwca – Yuan Shao, wódz chiński
- Ireneusz z Lyonu, biskup Lyonu